# NHK釧路放送局
42°58′45.5″N 144°23′19.5″E / 42.979306°N 144.388750°E
NHK釧路放送局（日语：／ Enueichikei Kushiro Hōsōkyoku */?），又译NHK釧路广播电视台，是日本放送協會位於北海道釧路市，負責主管NHK在北海道釧路、根室地區事務的地方广播电视台（放送局）。

## 外部連結
- 官方网站 （日語）